# Педагогически факултет, Пловдивски университет
Педагогически факултет на Пловдивския университет е център за научни изследвания и подготовка на висококвалифицирани специалисти в областта на педагогиката, психологията и изкуствата. В него се обучават около 2500 студенти, обучават се и студенти от Гърция, Турция, Мароко, Молдова, Украйна, Северна Македония. Факултетът се намира на адрес: бул. „България“ 236. Декан на факултета е доц. д-р Румяна Танкова.

## Ръководство
- Декан – доц. д.п.н. Румяна Танкова
- Зам.-декани: проф. д-р Галин Цоков, доц. д-р Галена Иванова; доц. д-р Юрий Янакиев
- Научни секретари: проф. д-р Веселина Маргаритова; гл. ас. д-р Хилда Терлемезян
- Инспектори от учебен отдел – Рени Червенкова, Радослава Христова, Валя Георгиева
- Секретар на факултета – Стойка Спасова

## Катедри
- Педагогика и управление на образованието, ръководител: проф. д-р Пламен Радев, д.п.н.
- Психология и социални дейности, ръководител: проф. Румен Стаматов, д.пс.н.
- Предучилищна педагогика, ръководител: доц. д-р Елена Събева
- Начална училищна педагогика, ръководител: доц. д-р Владимира Ангелова
- Естетическо възпитание, ръководител: проф. д-р Бисер Дамянов
- Музика, ръководител: доц. д-р Таня Бурдева
- Теория и методика на физическото възпитание и спорт, ръководител: проф. д-р Веселин Маргаритов

## Обучение
Във факултета се обучават 1500 студенти по 10 специалности в бакалавърска степен и 24 в магистърска степен, от които 1200 се обучават редовно, включително и 20 чужденци. Преподавателите в Педагогическия факултет са повече от 120, като половината от тях са хабилитирани (професори и доценти), а две трети са с научни степени (доктори и доктори на науките).

### Бакалавърска степен

#### Редовно обучение
- Специална педагогика
- Социална педагогика
- Педагогика
- Психология
- Социални дейности
- Начална училищна педагогика и чужд език
- Предучилищна педагогика и чужд език
- Предучилищна и начална училищна педагогика
- Педагогика на обучението по изобразително изкуство
- Актьорство за драматичен театър
- Физическо възпитание

#### Задочно обучение
- Психология
- Предучилищна и начална училищна педагогика
- Физическо възпитание

### Магистърска степен
- Социално-педагогическа работа с правонарушители
- Алтернативни технологии на обучението в началния етап на СОУ
- Арт-педагогика
- Гражданско и интеркултурно образование
- Детска театрална педагогика
- Духовно консултиране
- Езиково и литературно развитие в предучилищна и начална училищна възраст
- Иновации и стратегии на обучението в началния етап на СОУ
- Иновационни технологии на предучилищното образование и начален етап на СОУ
- Интегрирано образование
- Комуникативни нарушения
- Консултативна психология
- Мениджмънт на културата
- Модели за креативно и когнитивно развитие на децата от предучилищна възраст
- Образователен мениджмънт
- Обучение по изобразително изкуство за предучилищна и начална училищна възраст
- Обучение по музика в началния етап на СОУ
- Педагогика на взаимодействието в подготвителна група и подготвителен клас,
- Педагогика на лицата с умствена изостаналост.
- Педагогическо взаимодействие и творчество в детската градина
- Превантивна педагогика
- Приложна социална психология
- Психология на социалните дейности – Филиал гр. Кърджали
- Психология на управлението
- Психология на туристическото поведение и услуги
- Семейна педагогика
- Семейни отношения
- Слуховоречева рехабилитация
- Социална приложна психология – Филиал гр. Смолян
- Спорт
- Творчество, игра, учение
- Техники на измерване и психодиагностично прогнозиране
- Управление на социалните дейности с деца и юноши
- Училищна психология
- Образователни технологии в ранното чуждоезиково обучение